# Under Horisonten
Under Horisonten er den danske musiker og komponist, Nils-Ole Poulins første soloudgivelse. 

På albummet medvirker den afdøde danske blueslegende, Peter Thorup.

Albummet blev udgivet i 1989 og inkluderer følgende numre:
1. Under Horisonten
2. Nordenvinden
3. Tiden Går I Stå
4. Sommernat I Valby
5. Dagen Er Forbi
6. Muren
7. Forvandling
8. Den Indre By
9. Vandseng
10. Alt For Længe
11. Dag For Dag
12. Horisonter

 Der er for få eller ingen kildehenvisninger i denne artikel, hvilket er et problem. Du kan hjælpe ved at angive troværdige kilder til de påstande, som fremføres i artiklen.